# Hacı Əliyev
Hacı Azər oğlu Əliyev (Naxçıvan, 21 aprile 1991) è un lottatore azero, specializzato nella lotta libera.

## Biografia
E' allenato da Elman Azimzadeh dal 2004.
Ha rappresentato l'Azerbaigian ai Giochi olimpici estivi di Rio de Janeiro 2016, dove ha vinto la medaglia di bronzo nei 57 kg ed è stato portabandiera alla cerimonia di chiusura, e Tokyo 2020, in cui ha vinto quella d'argento nei 57 kg.
È stato per tre volte campione iridato nella categoria di peso dei 61 kg: Taškent 2014, Las Vegas 2015 e Parigi 2017.

## Palmarès
- Giochi olimpici

Rio de Janeiro 2016: bronzo nei 57 kg.
Tokyo 2020: argento nei 65 kg.
- Mondiali

Taškent 2014: oro nei 61 kg.
Las Vegas 2015: oro nei 61 kg.
Parigi 2017: oro nei 61 kg.
- Europei

Vantaa 2014: oro nei 61 kg.
Riga 2016: bronzo nei 61 kg.
Kaspiysk 2018: oro nei 65 kg.
Bucarest 2019: oro nei 65 kg.
Budapest 2022: argento nei 65 kg.
- Giochi europei

Baku 2015: bronzo nei 61 kg.
Minsk 2019: oro nei 65 kg.
- Universiade

Kazan' 2013: bronzo nei 60 kg.

## Altre competizioni internazionali
2020
- Bronzo nei 65 kg nella Coppa del mondo individuale ( Belgrado)